# Hyatt Regency Crown Center
Hyatt Regency Crown Center – hotel w Kansas City, w stanie Missouri, w Stanach Zjednoczonych, o wysokości 154 m. Budynek został otwarty w 1980 i posiada 40 kondygnacji.